# John Wick: Chapter 4
John Wick: Chapter 4 is een Amerikaanse neo noir-actiefilm uit 2023, geregisseerd door Chad Stahelski. De film is het vervolg op John Wick: Chapter 3 – Parabellum uit 2019 en het vierde deel in de John Wick-franchise, met Keanu Reeves als het titulaire personage.

## Verhaal
John Wick ontdekt een manier om de High Table te verslaan. Maar voordat hij zijn vrijheid kan verdienen, moet Wick het opnemen tegen een nieuwe vijand met krachtige allianties over de hele wereld en krachten die oude vrienden in vijanden veranderen.

## Rolverdeling
| Acteur             | Personage                         |
| ------------------ | --------------------------------- |
| Keanu Reeves       | John Wick                         |
| Donnie Yen         | Caine                             |
| Bill Skarsgård     | Marquis Vincent Bisset de Gramont |
| Ian McShane        | Winston Scott                     |
| Laurence Fishburne | Bowery King                       |
| Hiroyuki Sanada    | Shimazu Koji                      |
| Shamier Anderson   | Mr. Nobody / The Tracker          |
| Lance Reddick      | Charon                            |
| Rina Sawayama      | Shimazu Akira                     |
| Scott Adkins       | Killa Harkan                      |
| Clancy Brown       | Harbinger                         |
| Natalia Tena       | Katia Javanavič                   |
| Marko Zaror        | Chidi                             |
| George Georgiou    | The Elder                         |
| Aimée Kwan         | Mia                               |

## Productie
De opnames begonnen op 28 juni 2021 en vonden onder andere plaats in Berlijn, Parijs, Japan en New York. Het filmen eindigde op 27 oktober 2021. Regisseur Chad Stahelski beschreef een langere versie van John Wick: Chapter 4, die 225 minuten duurt, als "verpest" omdat de uitgebreide wereldopbouw van het titelpersonage en de introductie van nieuwe personages ervoor zorgden dat hun schermtijd toenam. Editor Nathan Orloff voerde meer substantiële bezuinigingen uit, waardoor de film teruggebracht werd tot 169 minuten.
Tyler Bates en Joel J. Richard keren terug om de filmmuziek te componeren, nadat ze dit voor de vorige drie films hadden gedaan. Het soundtrackalbum werd op 24 maart 2023 uitgebracht door Lakeshore Records.

## Release
De film ging in première op 6 maart 2023 op het Odeon Luxe Leicester Square in Londen.

## Ontvangst
Op Rotten Tomatoes heeft John Wick: Chapter 4 een waarde van 94% en een gemiddelde score van 8,2/10, gebaseerd op 294 recensies. Op Metacritic heeft de film een gemiddelde score van 78/100, gebaseerd op 58 recensies.

## Prijzen en nominaties
De belangrijkste:
| Jaar | Prijs         | Categorie                              | Genomineerde(n)                        | Uitslag     |
| ---- | ------------- | -------------------------------------- | -------------------------------------- | ----------- |
| 2024 | Golden Globes | "Cinematic and Box Office Achievement" | "Cinematic and Box Office Achievement" | Genomineerd |